# N’gandu Magande
N’gandu Magande (ur. 5 lipca 1947) – zambijski polityk, minister finansów i planowania Zambii od 3 lipca 2003.

## Życiorys
Urodził się 5 lipca 1947 w mieście Namaila w Prowincji Południowej. W latach 1967–1970 studiował ekonomię i matematykę na University of Zambia, uzyskując stopień licencjacki. Od 1972 do 1974 studiował na Makerere University w Kampali, gdzie uzyskał stopień magistra ekonomii rolnictwa.
W 1976 wyjechał do Waszyngtonu, gdzie sporządzał analizy dla Instytutu Rozwoju Ekonomicznego Banku Światowego. W następnych latach rozpoczął kurs naukowy w National Institute of Public Administration w Zambii, po czym został urzędnikiem w Prowincji Południowej, odpowiedzialnym za planowanie i wprowadzanie w życie projektów rozwojowych.
W 1979 Magande miał rozpocząć pracę w Afrykańskim Banku Rozwoju, jednak na prośbę prezydenta Kennetha Kaundy zrezygnował z posady i przeszedł do Ministerstwa Obrony Zambii. Od 1981 do 1983 pracował jako dyrektor ds. budżetu w Ministerstwie Finansów, a następnie jako sekretarz w Ministerstwie Handlu i Przemysłu (1983–1986).
W latach 1986–1991 był dyrektorem Lima Banku. W 1991 Magande został dyrektorem Zambijskiego Narodowego Banku Handlowego (ZNCB). W 1994 został koordynatorem programów Afrykańskiego Banku Rozwoju w Zambii. Został również sekretarzem generalnym Zambii w AKP.
3 lipca 2003 prezydent Levy Mwanawasa mianował Magande ministrem finansów i planowania w swoim gabinecie.